# Lindy Remigino
Lindy Remigino (n. 3 iunie 1931, New York City, New York, SUA – d. 11 iulie 2018, Newington⁠(d), Connecticut, SUA) a fost un sprinter ce a reprezentat Statele Unite ale Americii, medaliat olimpic. A participat la o ediție a Jocurilor Olimpice (1952) în care a câștigat două medalii de aur în probele de 100 m și 4x100 m.

## Palmares
| An   | Competiție        | Locație            | Loc | Eveniment | Note |
| ---- | ----------------- | ------------------ | --- | --------- | ---- |
| 1952 | Jocurile Olimpice | Helsinki, Finlanda | 1   | 100 m     | 10,4 |
| 1952 | Jocurile Olimpice | Helsinki, Finlanda | 1   | 4x100 m   | 40,1 |